# تسوتومو نیشینو
تسوتومو نیشینو (انگلیسی: Tsutomu Nishino؛ زادهٔ ۱۳ مارس ۱۹۷۱) بازیکن فوتبال اهل ژاپن است.
از باشگاه‌هایی که در آن بازی کرده‌است می‌توان به باشگاه فوتبال اوراوا رد دیاموندز اشاره کرد.